# 가오베이뎬역 (베이징시)

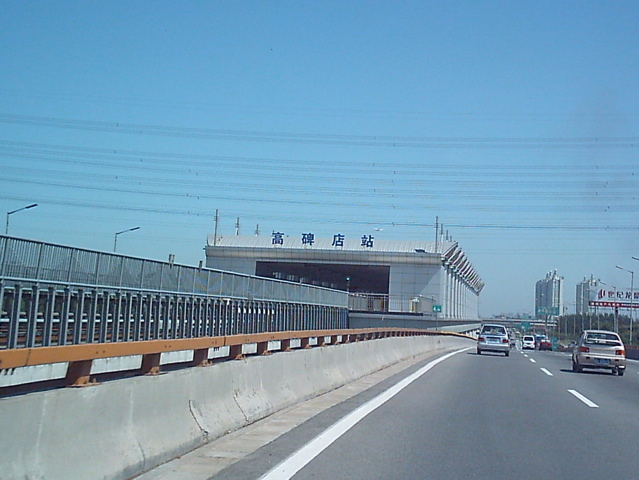
가오베이뎬역 외관

가오베이뎬역(중국어: 高碑店站, 영어: Gao Bei Dian)은 베이징시 차오양구에 위치한 베이징 지하철 바퉁선의 역이다. 역 번호는 BT03, 역 색계열은 회색이다.

## 위치
이 역은 징퉁 쾌속로에 위치하고 있다.

## 역 구조

### 층별 구조
| 2층      | 상대식 승강장, 오른쪽 출입문이 열림          | 상대식 승강장, 오른쪽 출입문이 열림 | 상대식 승강장, 오른쪽 출입문이 열림 |
| 2층      | ← ■ 바퉁선 구청(1호선) 방면(쓰후이둥)        |                                     |                                     |
| 2층      | → ■ 바퉁선 유니버설 리조트 방면(촨메이 대학) |                                     |                                     |
| 2층      | 상대식 승강장, 오른쪽 출입문이 열림          |                                     |                                     |
| 1층      | 대합실                                       | 고객 센터, 자동 발매기, 개집표기    |                                     |
| 지하 1층 | 출구                                         |                                     |                                     |

## 출구
이 지하철역에는 총 6개의 출구가 있으며, 그 중 서쪽 지하통로 A출구에 4개, 동쪽 지하통로 B출구에 2개의 출구가 있다.
|                            |                                                 |      |             |
| 출구                       | 출구 인근                                       | 사진 | 무장애 시설 |
| 出口 · A · 1               | 젠궈로(建国路)(북측), 싱룽가(兴隆街), 싱룽 서가 |      | 빈칸        |
| 出口 · A · 2               | 젠궈로(북측)                                    |      | 빈칸        |
| 出口 · A · 3               | 젠궈로(남측)、가오베이뎬로(高碑店路)            |      | 빈칸        |
| 出口 · A · 4               | 젠궈로(남측)                                    |      | 빈칸        |
| 出口 · B · 1               | 젠궈로(북측)、싱룽 컨트리파크(兴隆郊野公园)     |      |             |
| 出口 · B · 2               | 젠궈로(남측)                                    |      |             |
| 아이콘 설명: 휠체어 리프트 |                                                 |      |             |

## 인접역
| ■ 베이징 지하철 바퉁선          | ■ 베이징 지하철 바퉁선 | ■ 베이징 지하철 바퉁선       |
| ------------------------------- | ---------------------- | ---------------------------- |
| BT02 쓰후이 동 구청(1호선) 방면 | 베이징 지하철 바퉁선   | 촨메이 대학 BT04 투차오 방면 |